# Колесникова, Арина Александровна
Арина Александровна Колесникова (7 октября 1997, Подольск, Московская область) — российская футболистка, полузащитница.

## Биография
Начинала заниматься футболом в ДЮСШ «Витязь» (Подольск) в команде мальчиков, первый тренер — Михаил Кошкин. В 13-летнем возрасте перешла в команду девушек УОР (Звенигород), позднее подписала контракт с клубом «Россиянка». В 2015 году стала победительницей первенства России среди девушек до 19 лет, на турнире стала лучшим бомбардиром (5 голов) и признана лучшим игроком.
Во взрослом футболе дебютировала в 2015 году в составе клуба «Зоркий» в высшей лиге России, в первом сезоне сыграла 8 матчей и забила один гол, также участвовала в матчах еврокубков. Следующий сезон провела в высшем дивизионе Финляндии в клубе «Найс Футис». В 2017 году выступала за «Рязань-ВДВ», но там не смогла закрепиться в основном составе, сыграв лишь 5 неполных матчей, команда по итогам сезона стала серебряным призёром чемпионата.
В 2018 году перешла в «Енисей», в первой половине сезона провела 7 матчей в высшей лиге, но затем покинула клуб. Осенью 2018 года играла в первенстве Московской области за «Подольчанку».
Выступала за юношескую и молодёжную сборную России.